# YMO ベスト・セレクション
『決定版 YMO ベスト・セレクション』 (Y.M.O. BEST SELECTION) は、YMO のベスト・アルバム。
1982年10月21日にカセットテープでアルファレコードよりリリースされた。
YMOのベストカセットとしては、これ以前に『BEST ONE イエロー・マジック・オーケストラ』（1980年）、『BEST ONE Y.M.O.ファミリー』（1981年）、『BEST ONE'82 YMO大全集』（1981年）などがリリースされているが、後に再リリースされる事はなく全て廃盤となっている。
本作は、初期と中期のアルバムからヒット曲やビート感のある曲を選曲したもので、CDが普及途上だった1986年に『決定版 ○○ ベスト・セレクション』として『決定版／ベストセレクション YMOファミリー』（1982年）と共にシリーズごとCD化されたものの、1990年9月の2度目のCD化を最後に廃盤となっている。

## 背景
アルバム『テクノデリック』（1981年）リリースと同日には細野晴臣がプロデュースしたチャクラのアルバム『さてこそ』がリリースされた。その後YMOは「ウィンター・ライヴ1981」と題したコンサートツアーを11月24日の宮城県民会館から12月27日のツバキハウスまで、9都市全13公演行った。
ツアー中の12月1日には坂本龍一プロデュースによる東京放送児童合唱団の酒井司優子によるシングル「コンピューターおばあちゃん」がリリースされ、同曲はNHK教育音楽番組『みんなのうた』（1961年 - ）にて使用された。12月5日には高橋幸宏と鈴木慶一のユニット「THE BEATNIKS」のアルバム『EXITENTIALISM　出口主義』とシングル「No Way Out（出口なし）」が同時にリリースされた他、細野が作・編曲した曲が収録されたイモ欽トリオのアルバム『ポテトボーイズNo.1』がリリースされた。12月20日には坂本がプロデュースした宮崎美子のアルバム『Mellow』がリリースされた。12月27日にはツアー最終日となるツバキハウスでの公演が行われ、ゲストとして松武秀樹、立花ハジメ、EXの梅林茂が参加した。12月29日には渋谷東映でのRCサクセションのライブ「真夜中のロック・ショー」に坂本がゲスト出演し、これが縁となり後に共作する事となった。また1981年を以ってA&Mレコードとの契約が終了したため、以降の作品の日本国外でのリリースは全てCBS/ALFAからリリースされる事となった。
1982年に入り、1月にはイギリスにて高橋のソロアルバム『NEUROMANTIC』とシングル「ドリップ・ドライ・アイズ」がリリースされた。1月3日にはNHK-FMにて昨年末の新宿コマ劇場でのライブの模様が放送され、司会はYMOの3人とイモ欽トリオが担当した。2月にはイギリスでセカンドアルバム『ソリッド・ステイト・サヴァイヴァー』がリリースされた。2月14日には忌野清志郎+坂本龍一のシングル「い・け・な・いルージュマジック」（1982年）がリリースされ、50万枚を売り上げるヒット曲となった。2月21日にはシングル「体操 (YMOの曲)」、坂本とダンスリーとの共作アルバム『エンド・オブ・エイジア』、スネークマンショーのアルバム『スネークマンショー海賊盤』がリリースされた。
3月にはイギリスで「ライディーン」がリリースされ、高橋はソロアルバムのレコーディングのためにロンドンに向かった。3月1日には坂本と高橋が参加した伊藤つかさのアルバム『さよなら こんにちは』がリリースされた。3月21日には細野が参加したイモ欽トリオのシングル「ティアドロップ探偵団」がリリースされた。3月24日には日本テレビ系深夜番組『11PM』（1965年 - 1990年）に細野と高橋が出演、3月27日にはフジテレビ系バラエティ番組『オレたちひょうきん族』（1981年 - 1989年）に3人で出演、さらに3月30日にはフジテレビ系バラエティ番組『THE MANZAI』（1981年 - 1982年）に「トリオ・ザ・テクノ」として出演し漫才や物まねを披露した。
4月1日には細野が参加した山下久美子のシングル「赤道小町ドキッ」、高橋が参加した中原理恵のアルバム『インスピレーション』がリリースされた。4月15日にはフジテレビ系音楽番組『ミュージックフェア』（1964年 - ）に出演、「恋人よ我に帰れ」（1928年）をテクノポップ調アレンジで演奏した。4月21日には高橋が参加したアゴ&キンゾーのシングル「世界最強の愛のテーマ」がリリースされた。5月にはイギリスにて高橋のソロアルバム『音楽殺人』とシングル「MURDERED BY THE MUSIC」がリリースされた。5月1日には3人が参加した矢野顕子のアルバム『愛がなくちゃね。』、細野が参加した真鍋ちえみのシングル「ねらわれた少女」がリリースされた。5月21日には細野と高橋が発起人となった"\ENレーベル"の第一弾として、細野のソロアルバム『フィルハーモニー』、高橋と坂本が参加した立花ハジメのアルバム『H』がリリースされた他、高橋が参加したスーザンのシングル「サマルカンド大通り」がリリースされた。
6月21日には高橋のソロアルバム『WHAT, ME WORRY?』、細野がプロデュースしたゲルニカのアルバム『改造への躍動』、坂本龍一&ロビン・スコットのシングル「アレンジメント」、坂本が参加した土屋昌巳のアルバム『RICE MUSIC』がリリースされた。6月22日には高橋のソロコンサートツアー「YUKIHIRO TAKHASHI TOUR '82 WHAT ME WORRY」が浦安市文化会館ホールより開始され、7月28日まで開催された。6月25日には細野が参加したESアイランドのシングル「テクテク・マミー」がリリースされた。7月にはイギリスで高橋のシングル「DISPOSABLE LOVE」がリリースされた。7月1日には坂本が参加した三田寛子のシングル「夏の雫」がリリース、7月7日には細野が参加したスターボーのシングル「ハートブレイク太陽族」、7月10日には細野が参加した柏原芳恵のシングル「しあわせ音頭」、7月21日には高橋のミニアルバム『WHAT, ME WORRY? ボク、大丈夫?』と細野が参加したコスミック・インベンションのシングル「プラトニック学園」がそれぞれリリースされた。
8月21日には坂本は映画『戦場のメリークリスマス』の撮影のためラロトンガ島へと向かった。8月25日には細野が参加した真鍋ちえみのアルバム『不思議・少女』がリリースされた。9月1日にはTHE BEATNIKSのシングル「海を流れる河のように」、9月5日には坂本とデヴィッド・シルヴィアンのジョイントシングル「バンブー・ミュージック」、9月21日には細野と高橋が参加したサンディー＆ザ・サンセッツのアルバム『イミグランツ』、坂本と細野が参加した大貫妙子のアルバム『クリシェ』、高橋が参加したピエール・バルーのアルバム『ル・ポレン』がそれぞれリリースされた。10月1日には細野が参加した真鍋ちえみのシングル「ナイトトレイン・美少女」、ロジック・システムのアルバム『東方快車 〜Orient Express〜』がリリースされた。

## 構成
以下のアルバムより選曲されている。なお、本作の「NICE AGE」はフェードアウト処理で曲が終了するが、同シリーズに属する『決定版 YMOファミリー ベスト・セレクション』（YMO曲+メンバーのソロ曲+メンバープロデュース曲）収録の「NICE AGE」はフェードアウト処理されていない。
- 『イエロー・マジック・オーケストラ』（1978年） - 「コズミック・サーフィン」、「東風」
- 『ソリッド・ステイト・サヴァイヴァー』（1979年） - 「ライディーン」、「ビハインド・ザ・マスク」、「テクノポリス」、「デイ・トリッパー」
- 『増殖』（1980年） - 「ナイス・エイジ」
- 『BGM』（1981年） - 「千のナイフ」、「U.T」、「キュー」
- 『テクノデリック』（1981年） - 「体操」、「KEY／手掛かり」、「京城音楽」

## リリース
1982年10月21日にカセットテープでアルファレコードよりリリースされた。同日には同じベストカセットとして『坂本龍一ベスト・セレクション』、『高橋幸宏ベスト・セレクション』、『YMOファミリー・ベスト・セレクション』がリリースされている。
1986年2月25日に初CD化され、1990年9月11日に販売価格を改定してリリースされた。

## 収録曲
| 全編曲: YMO。 |                                             |                  |           |       |
| #             | タイトル                                    | 作詞             | 作曲      | 時間  |
| 1.            | 「雷電」(RYDEEN)                            |                  | 高橋幸宏  | 4:26  |
| 2.            | 「ビハインド・ザ・マスク」(BEHIND THE MASK) | クリス・モズデル | 坂本龍一  | 3:37  |
| 3.            | 「コズミック・サーフィン」(COSMIC SURFIN')  |                  | 細野晴臣  | 4:28  |
| 4.            | 「東風」(TONG POO)                          |                  | 坂本龍一  | 6:17  |
| 5.            | 「テクノポリス」(TECHNOPOLIS)               |                  | 坂本龍一  | 4:14  |
| 6.            | 「千のナイフ」(1000 KNIVES)                 |                  | 坂本龍一  | 5:22  |
| 合計時間:     | 合計時間:                                   | 合計時間:        | 合計時間: | 28:24 |

| #         | タイトル                          | 作詞                                          | 作曲                         | 時間  |
| --------- | --------------------------------- | --------------------------------------------- | ---------------------------- | ----- |
| 7.        | 「体操」(TAISO)                   | 坂本龍一、細野晴臣、高橋幸宏                  | 坂本龍一、細野晴臣、高橋幸宏 | 4:20  |
| 8.        | 「ナイス・エイジ」(NICE AGE)      | クリス・モズデル                              | 高橋幸宏、坂本龍一           | 3:48  |
| 9.        | 「手掛かり」(KEY)                 | 細野晴臣、ピーター・バラカン                  | 細野晴臣、高橋幸宏           | 4:32  |
| 10.       | 「デイ・トリッパー」(DAY TRIPPER) | レノン=マッカートニー                         | レノン=マッカートニー        | 2:41  |
| 11.       | 「ユーティー」(U.T)               | 坂本龍一、細野晴臣、高橋幸宏                  | 坂本龍一、細野晴臣、高橋幸宏 | 4:31  |
| 12.       | 「京城音楽」(SEOUL MUSIC)         | 坂本龍一、ピーター・バラカン                  | 坂本龍一、高橋幸宏           | 4:46  |
| 13.       | 「キュー」(CUE)                   | 高橋幸宏、細野晴臣 補作詞：ピーター・バラカン | 高橋幸宏、細野晴臣           | 4:46  |
| 合計時間: | 合計時間:                         | 合計時間:                                     | 合計時間:                    | 29:24 |

## リリース履歴
| No. | 日付          | レーベル         | 規格 | 規格品番  | 最高順位 | 備考          |
| --- | ------------- | ---------------- | ---- | --------- | -------- | ------------- |
| 1   | 1982年10月    | アルファレコード | CT   | ALC-30001 | -        |               |
| 2   | 1986年2月25日 | アルファレコード | CD   | 32XA-51   | -        |               |
| 3   | 1990年9月11日 | アルファレコード | CD   | ALCA-61   | -        | 2,800円に改定 |